# 詩音 (歌手)
詩音（しおん、4月4日 - ）は、日本で活動する韓国国籍の女性歌手である。在日韓国人で本名は朴有香（パク・ユヒャン）。神奈川県横浜市出身。

## 来歴
親はショット・バーを経営していて、そこではいつもマーヴィン・ゲイやダイアナ・ロスの楽曲が流れていた。幼稚園からアメリカンスクールに通う。幼少の頃からピアノやアルト・サックスのレッスンを受ける。ミュージカルへの出演、アルト・サックス奏者としてジャズ・バンドに抜擢された経験を持つ。1994年、在学時に大手芸能事務所からスカウトされ、アメリカ合衆国デトロイトでキース・ジョンによるボーカルレッスンを受けた。
2004年より横浜を拠点にインディーズレーベルでの音楽活動を本格始動させる。横浜、横須賀市などのクラブで活動し、ヒップホップユニットLGY（現・LGYankees）の楽曲のバックコーラスに参加する。フィーチャリング・ヴォーカリストとして数々の作品に参加し、CDデビュー前から着うたサイトで「Last Song」がヒットするなど、日本のR&Bシーンにおいて次第にその名が浸透。
2008年5月28日、DS455らに見出され、アルバム『Candy Girl』でCDデビュー。インディーズ・レーベルからのデビュー作ながらもオリコンチャートで9位を獲得し、話題となった。インディーズのデビュー作品が総合チャートでトップ10入りし初登場するのは、当時初のことであった。同作の累計売上は5万枚（2008年8月時点）。同年8月22日に1枚目のシングル『Last Song〜secret of my heart〜』が発売された。同作の累計売上は1.4万枚（2009年4月時点）。
2009年4月8日、2枚目のシングル『RAIN OF TEARZ/GIRLICIOUS feat.DJ☆GO』が7日付けのデイリーチャートで初登場6位、初動売上は2000枚。同年10月に発売されたアルバム『Trurh』は、シングル・アルバム通じ3作目のオリコントップ10入りを記録。しかし同年10月29日の自身のブログで、自身の喉にポリープができたことを告白。治療に専念するため、予定の入っていたライブも全てキャンセルし、活動休止することが発表された。そして11月9日の本人のブログで活動再開が伝えられた矢先の12月、自宅にケタミンを所持しているのが見つかり、麻薬及び向精神薬取締法違反容疑で神奈川県警察に逮捕される。「ビルボード・ジャパン・ミュージック・アワード2009」の最優秀インディーズアーティスト賞にノミネートされている中（のちに辞退）での逮捕となった。また、逮捕により本名と国籍が初めて明かされた。
2010年2月15日に横浜地裁で初公判が行われ、起訴事実を全面的に認めた。検察側は懲役1年を求刑、即日結審した。杉山正明裁判官は「うつ病だったなど同情すべき点がある」として懲役1年、執行猶予3年の有罪判決を言い渡した。詩音は喉の調子が悪く思うように歌えず苦悩していたと述べ、2009年10月発売のアルバム『Truth』が自身最高の7位を記録したときも「これが最後だ」と思い込み自殺未遂を図るなど自暴自棄になっていたことを告白した。今後について、事件を受け事務所からは解雇されたが、「もし待ってくれる人がいるのなら、また歌いたい」と涙ながらに語っていた。
2011年9月13日、歌手としての活動を再開することを発表。
2012年夏、3年間の活動休止を経てユニバーサルJよりレーベル移籍第1弾配信シングル「distance」を発表。同10月には、メジャー・デビュー・シングル「again」をリリースした。
2013年1月、約4年ぶりのアルバム『AFTER THE RAIN』を発表。同6月、初となるベスト『ALL TIME BEST -BAYSIDE DIVA STORY-』をリリース。
2015年7月、モデルのほずにゃむをミュージックビデオに迎えた新曲「distance」を発売。翌2013年には、歌手のGACKT、およびタレントのルー大柴とともに雑誌『小悪魔ageha』にゲスト登場、同誌のモデルにあたる愛沢えみりとの対談が注目を集めるなどしている。
2020年4月、ラッパーのGADOROをミュージックビデオに迎えた新曲「茉莉花」をyoutubeで発表。ちなみに詩音がフィーチャリングを担当したMr.Low-Dの曲「Back Love」の「月明かりのもとグラスは2つ」のフレーズをGADOROがこの曲でサンプリングしている(少しフレーズは変わっている)。

## 人物と音楽性
幼少から聴いていたブラック・ミュージックのアーティストから学んできたが、自分の方向性を型にはめたくないと語る。それは洋楽やJ-POPなど様々な音楽を好んでいるからだという。歌詞では小文字を使うことが多く、これがケータイ世代の女性から共感を得た。当時のR&B/ヒップホップ系の新人は着うたや有線から話題になることが多かったため、口コミや本人によるブログ、歌詞の影響力でノンタイアップながら話題になった詩音はその点、珍しい存在だった。
「ベイサイド・ディーヴァ」という自身の通称をタトゥーで入れている。

## ディスコグラフィー

### シングル
| #   | 発売日         | 作品                                 | 最高順位 | 最高順位 | 最高順位 | アルバム       |
| #   | 発売日         | 作品                                 | オリコン | Hot 100  | RIAJ     | アルバム       |
| --- | -------------- | ------------------------------------ | -------- | -------- | -------- | -------------- |
| 1st | 2008年8月22日  | Last Song〜secret of my heart〜      | 36       | —        | —        | Candy Girl     |
| 2nd | 2009年4月8日   | RAIN OF TEARZ／GIRLICIOUS feat.DJ☆GO | 8        | —        | —        |                |
| 3rd | 2009年7月29日  | LUV/SUMMER TIME LUV                  | 16       | —        | —        | Truth          |
| 4th | 2012年10月17日 | again                                | 67       | —        | —        | AFTER THE RAIN |

### アルバム

#### オリジナルアルバム
| #   | 発売日         | 題名           | 最高順位 | 最高順位   | 売上 | 認定 |
| #   | 発売日         | 題名           | オリコン | ビルボード | 売上 | 認定 |
| --- | -------------- | -------------- | -------- | ---------- | ---- | ---- |
| 1st | 2008年5月28日  | Candy Girl     | 9        |            |      |      |
| 2nd | 2009年10月7日  | Truth          | 7        |            |      |      |
| 3rd | 2013年1月16日  | AFTER THE RAIN | 60       |            |      |      |
| 4th | 2015年4月8日   | BAYSIDE DIVA   | 33       |            |      |      |
| 5th | 2020年12月16日 | ALTER EGO      |          |            |      |      |

#### コンピレーションアルバム
| #   | 発売日         | 題名        | 最高順位 | 最高順位   | 売上 | 認定 |
| #   | 発売日         | 題名        | オリコン | ビルボード | 売上 | 認定 |
| --- | -------------- | ----------- | -------- | ---------- | ---- | ---- |
| 1st | 2008年10月29日 | w/z FRIENDz | 11       |            |      |      |

#### ベストアルバム
| #   | 発売日       | 題名                               | 最高順位 | 最高順位   | 売上 | 認定 |
| #   | 発売日       | 題名                               | オリコン | ビルボード | 売上 | 認定 |
| --- | ------------ | ---------------------------------- | -------- | ---------- | ---- | ---- |
| 1st | 2013年6月5日 | ALL TIME BEST -BAYSIDE DIVA STORY- | 63       |            |      |      |

### 参加作品
1. S.T.M『RESTART』（2008年11月26日） M-5「絆 feat.BIG RON, 詩音, GHETTO INC.」
2. CLIFF EDGE『ナミダボシ feat.詩音』（2009年2月4日） M-1「ナミダボシ feat.詩音」

### ミュージックビデオ
| 年     | ビデオ                                         | 監督     |
| ------ | ---------------------------------------------- | -------- |
| 2008年 | 春夏秋冬                                       | 池田圭   |
| 2008年 | CANDY GIRL feat. BIG RON, RICHEE (Live Ver.)   | 池田圭   |
| 2008年 | Last Song 〜secret of my heart〜 (Single Ver.) | 池田圭   |
| 2009年 | ナミダボシ feat.詩音                           |          |
| 2009年 | RAIN OF TEARZ                                  | 池田圭   |
| 2009年 | GIRLICIOUS feat.DJ☆GO                          | 池田圭   |
| 2009年 | LUV feat.大地                                  | 抗田浩輔 |
| 2009年 | Love Affair feat.Kayzabro(DS455)               |          |